# Talara
Talara es una ciudad peruana, capital del distrito de Pariñas y de la provincia de Talara en el departamento de Piura, situada a orillas del océano Pacífico. La ciudad contaba una población proyectada de 104 000 habitantes en el 2024.
Talara es una ciudad portuaria y petrolera ubicada en la región Piura, al noroeste del Perú. Su desarrollo histórico está estrechamente ligado a la industria petrolera, especialmente desde inicios del siglo XX, cuando se convirtió en un centro estratégico para la explotación, refinación y exportación de hidrocarburos. Talara fue el escenario de importantes transformaciones económicas, urbanas y sociales impulsadas por la presencia de empresas extranjeras como la International Petroleum Company (IPC), cuya expropiación en 1968 marcó un hito en la historia del nacionalismo económico peruano. Hoy en día, Talara sigue siendo una ciudad clave en la infraestructura energética del país, con una de las refinerías más modernas de Sudamérica.

## Historia
La historia contemporánea de Talara estuvo profundamente marcada por la presencia de la International Petroleum Company (IPC), filial de la Standard Oil of New Jersey, que comenzó sus operaciones en esta ciudad durante la década de 1920. Su llegada supuso un cambio estructural en la economía, el urbanismo y la dinámica social de la región.
Establecimiento de la IPC
En 1924, la IPC asumió el control de las operaciones petroleras en Talara tras adquirir los activos de la compañía Lobitos Oilfield Limited, consolidando su presencia en el noroeste del Perú. Esta transacción le otorgó a la empresa el control de extensas áreas de explotación, así como de la refinería de Talara, una de las más importantes del país. La compañía estableció además una red de oleoductos, instalaciones portuarias y otras infraestructuras logísticas destinadas a facilitar la extracción y exportación del crudo.
La ciudad experimentó un crecimiento económico acelerado y una transformación urbanística significativa. La IPC implementó un modelo urbano basado en la separación de espacios según jerarquías laborales y étnicas: por un lado, se construyó una “ciudad americana” destinada al personal técnico y administrativo extranjero, con viviendas modernas, servicios exclusivos, clubes sociales y centros de recreación. Por otro lado, los trabajadores peruanos, en su mayoría obreros y técnicos, habitaban zonas periféricas con acceso limitado a dichos beneficios.

## Construcción de Talara
Durante la primera mitad del siglo XX, la ciudad de Talara experimentó una transformación radical, pasando de ser una pequeña caleta ubicada en una zona desértica del norte del Perú a convertirse en una ciudad moderna e industrial, diseñada y construida casi en su totalidad por iniciativa de la International Petroleum Company (IPC). Esta empresa, filial de la Standard Oil of New Jersey, impulsó un ambicioso proyecto de urbanización a gran escala como parte de su asentamiento estratégico para la explotación petrolera.
El desarrollo urbano de Talara fue ejecutado en colaboración con la constructora peruana Graña y Montero, que llevó a cabo obras de infraestructura bajo estándares estadounidenses. A partir de la década de 1920, se establecieron urbanizaciones planificadas al estilo americano, con viviendas unifamiliares para trabajadores técnicos y ejecutivos, calles arboladas, áreas verdes, redes de servicios modernos y zonas diferenciadas para personal peruano y extranjero.
Entre las instalaciones más destacadas de la época se encontraban dos cines, clubes sociales, escuelas bilingües y un complejo recreativo. Además, se construyó el Hospital Central de Talara, considerado en su momento el centro médico más moderno del norte del país, equipado con tecnología avanzada y servicios especializados, lo que lo convirtió en un referente sanitario en la región.
La ciudad también fue pionera en infraestructura de servicios públicos: se instalaron sistemas de alumbrado eléctrico y de gas por redes subterráneas, así como una red de agua potable de alto estándar para la época. Esta planificación integral convirtió a Talara en la ciudad más moderna del Perú fuera de Lima durante los años 40, según diversas crónicas de la época.
El modelo urbano-industrial implantado por la IPC representó un caso singular de ciudad empresarial en el Perú, con una arquitectura funcional, jerarquizada y fuertemente influenciada por los principios de planificación urbana norteamericana. Talara no solo fue un enclave petrolero, sino también un experimento social y urbano sin precedentes en el país durante el siglo XX.

### Bandera de la provincia
En 1982, Roberto Rumiche Chunga recibió el encargo del entonces alcalde Luis Romero Agurto de crear una bandera que identifique a la provincia y pueda ser izada junto a la bandera nacional. Rumiche, de esta forma, crea el diseño que sería izado por primera vez el 16 de marzo de 1982.

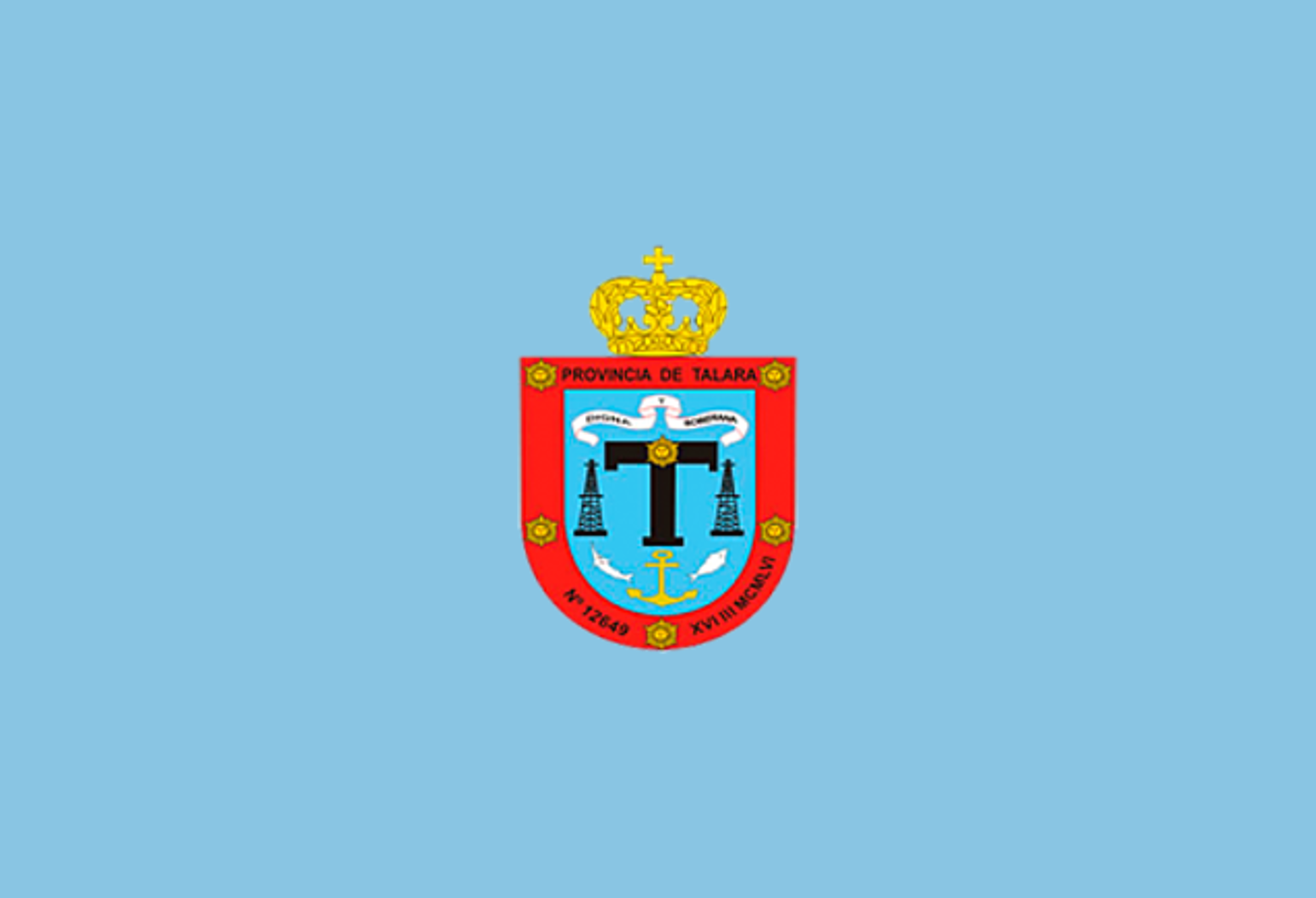
Bandera de la provincia

## Primeros pobladores de Talara
Durante las décadas de 1930 a 1950, Talara experimentó un notable crecimiento poblacional impulsado por la expansión de la industria petrolera bajo la dirección de la International Petroleum Company (IPC). Este auge atrajo a una diversidad de grupos nacionales y extranjeros que contribuyeron al desarrollo económico y social de la ciudad.

### Estimaciones de la población por nacionalidades en Talara (1930–1950)
Peruanos: La mayoría de la población estaba compuesta por peruanos, principalmente migrantes de las regiones de Piura, Tumbes y otras áreas del norte del país. Estos trabajadores se trasladaron a Talara en busca de empleo en los campos petroleros y en las diversas actividades relacionadas con la industria. Se estima que representaban entre el 85% y el 90% de la población total de la ciudad durante este período.
Estadounidenses: La presencia de ciudadanos estadounidenses fue significativa, especialmente en roles técnicos y administrativos dentro de la IPC. Estos trabajadores residían en zonas exclusivas diseñadas al estilo estadounidense, con viviendas modernas y servicios diferenciados. Se estima que constituían alrededor del 5% de la población de Talara en esas décadas.
Británicos: Antes de la llegada de la IPC, la región ya contaba con la presencia de británicos debido a las operaciones de la London Pacific Petroleum Company. Aunque su número disminuyó con el tiempo, algunos permanecieron en la zona, contribuyendo con su experiencia en la industria petrolera. Se calcula que representaban aproximadamente el 2% de la población.
La colonia británica en Talara fue de gran importancia histórica, especialmente en el ámbito petrolero. En 1931, Talara fue visitada por miembros de la familia real británica. El 8 de febrero de ese año, el príncipe Eduardo de Windsor, futuro rey Eduardo VIII, y su hermano Jorge, duque de Kent, arribaron al puerto de Talara a bordo del vapor "Oropesa", procedentes de Panamá. Fueron recibidos por la colonia inglesa en el Perú y recorrieron los campamentos petroleros explotados por la London Pacific Petroleum Company. Durante su estancia, también disfrutaron de actividades recreativas en Cabo Blanco y Máncora, degustando platos típicos como el cebiche de mero y la chicha morada .
Italianos y otros europeos: Durante este período, también se registró la llegada de inmigrantes italianos, quienes se establecieron en diversas partes del Perú, incluyendo Talara. Estos inmigrantes participaron en actividades comerciales y técnicas, integrándose en la comunidad local. Además, Talara atrajo a inmigrantes de otras nacionalidades europeas y asiáticas, como árabes, judíos, checos, yugoslavos, rusos, polacos, austríacos y húngaros. Estos grupos contribuyeron al desarrollo económico y cultural de la ciudad, estableciendo colonias y participando en diversas actividades comerciales y técnicas. En conjunto, estos grupos podrían haber representado entre el 3% y el 5% de la población.

### Fútbol
| Clubes de Fútbol        |                     |              |                  |
| Equipo                  | Fundación           | Estadio      | Liga             |
| Club Sport Blondell     | 8 de mayo de 1915   | Campeonísimo | Copa Perú        |
| Centro Liberal Sportivo | 13 de marzo de 1919 | Campeonísimo | Copa Perú        |
| Atlético Torino         | 20 de marzo de 1957 | Campeonísimo | Segunda división |

## Transporte

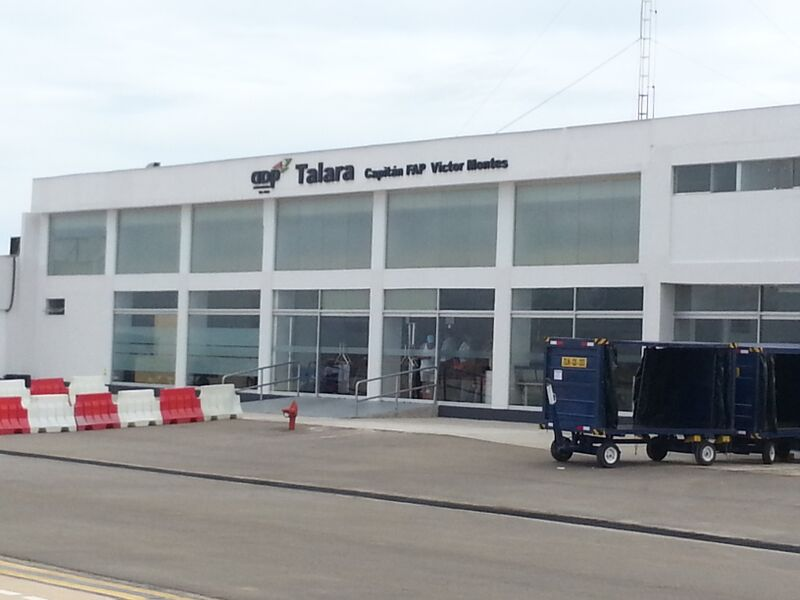

Talara está conectado por vía terrestre por la carretera Panamericana Norte.
Por vía aérea cuenta con el Aeropuerto Internacional Capitán FAP Víctor Montes Arias, principal terminal aéreo de la provincia de Talara. Actualmente LATAM Perú brinda el servicio de vuelo regular con destino a Lima.

## Turismo
La ciudad de Talara tiene un clima caluroso por pertenecer a una zona ecuatorial, la temperatura promedio en verano (DIC-ABL) es 32 °C y entre 26° a 30 °C para las estaciones restantes.

### Negritos

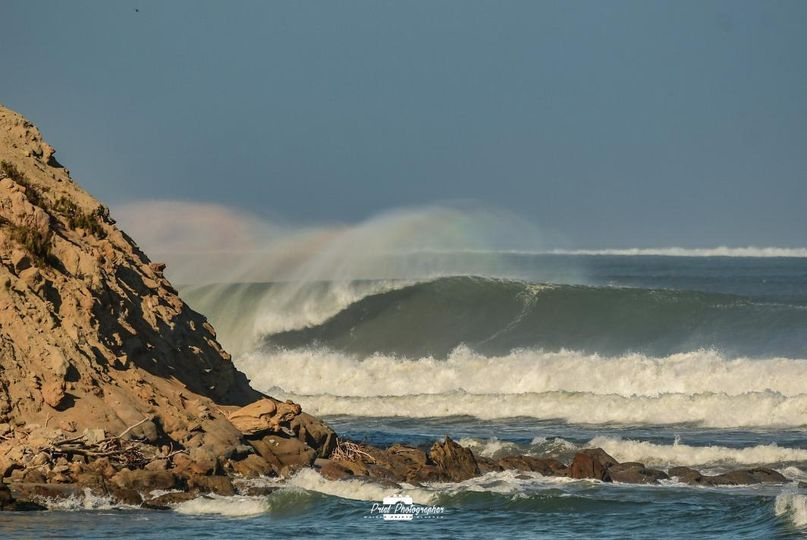
Negritos - Localidad

Ubicada a 12 km al sur de Talara, posee 2 playas: Balcones, ubicada en la parte más occidental de América del Sur y la playa San Pablo donde se venden platos en base de una variedad de pescados de peña como mero, cabrilla, ojo de uva, cherela, róbalo, pez espada o merlín, etc. También mariscos como langostinos, calamar, pulpo, langostas, conchas negras y cangrejo entre otros.
El Bosque Petrificado. El yacimiento de madera presente en la formación Pariñas del Océano Inferior que se encuentra aflorando al norte de la ciudad de Negritos. Los fósiles afloran sobre una arenisca gris blanquecina fuertemente compacta de grano fino a medio. Los visitantes del bosque muestran su interés científico y turístico. Es un gran depósito de troncos de árboles petrificados - algunos de más de 12 metros de largo - acumulados hace unos 45 millones de años en un antiguo estuario. Los sedimentos que contienen estos troncos son areniscas de la Formación Pariñas que rodean la ciudad de Negritos. Estos troncos fósiles son testigos de una época en la cual los grandes ríos que bajaban de los Andes no corrían en dirección de la cuenca amazónica como en la actualidad, sino en dirección del Océano Pacífico.
En el mes de mayo de 2010, en una expedición en cooperación con el Instituto de Paleontología de la UNP, el Dr. Steven Manchester, curador de paleobotánica del Museo de Florida (Gainesville, Estados Unidos), volvió a encontrar, a unos diez kilómetros al sur de la ciudad de Negritos, terrenos atribuidos al periodo Eoceno (Terciario inferior) de los cuales provenían semillas fósiles publicadas hace ochenta años. En estos depósitos explica el paleontólogo Martínez Trouve que contienen literalmente miles de semillas fosilizadas, se pueden identificar plantas de diferentes familias como la de la guanábana o de la uva y también de árboles y plantas trepadoras actualmente presentes en la cuenca amazónica, lo cual pone en evidencia una importante diferencia climática con la situación actual. Las investigaciones en curso dirán si estas semillas son contemporáneas o no de los troncos del Bosque Petrificado de La Brea - Negritos.

### Lobitos

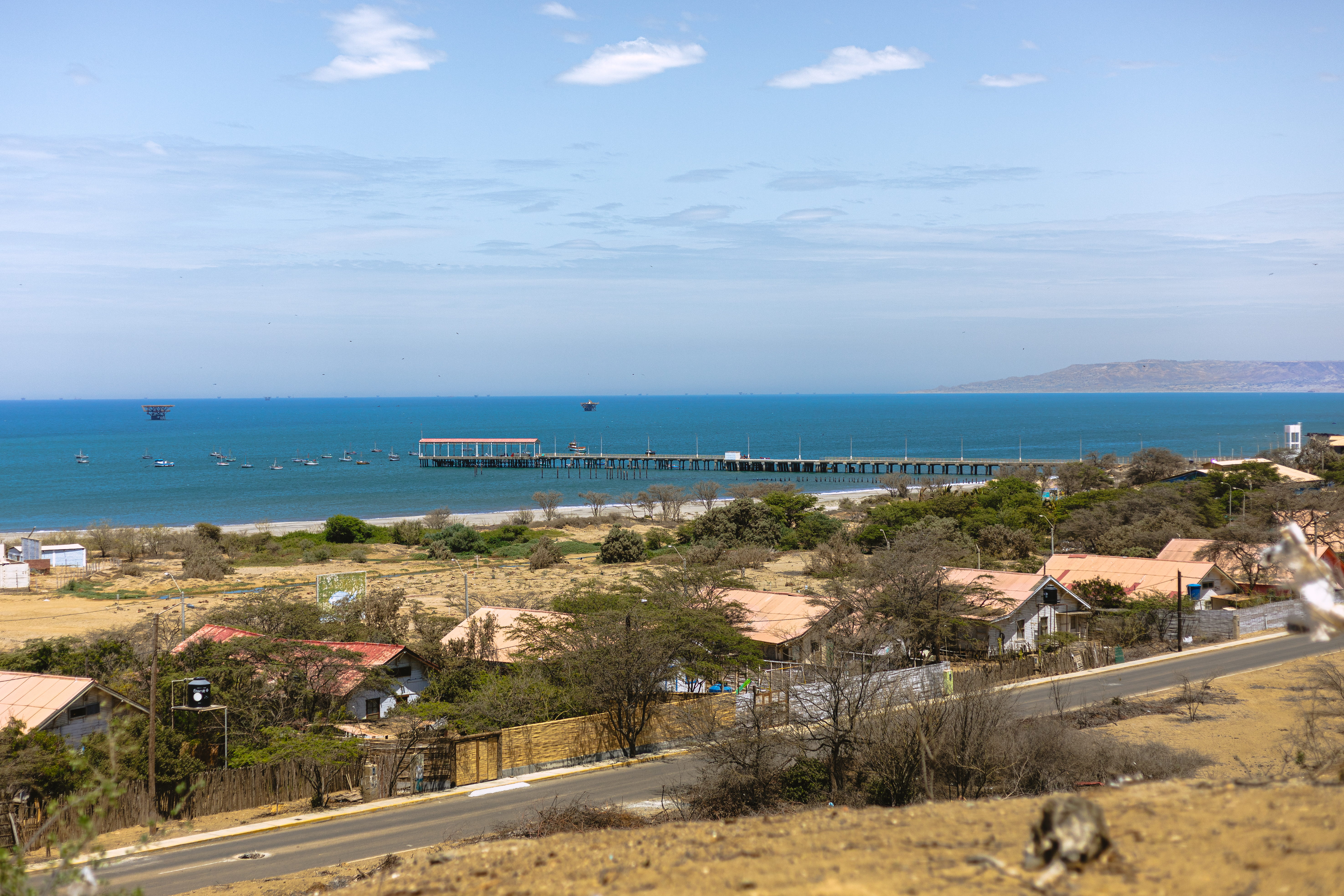
Balneario de Lobitos

Lobitos es una localidad y un balneario peruano ubicado en el distrito de Lobitos de la provincia de Talara en la región Piura. Se encuentra a aproximadamente 18 kilómetros distancia al norte de la ciudad de Talara.
Llamado así porque antiguamente había lobos de mar. Ubicada a 16.4 km al norte de Talara. Lobitos es conocida por tener las mejores olas del norte peruano. (Gracias al fuerte viento).

### Cabo Blanco

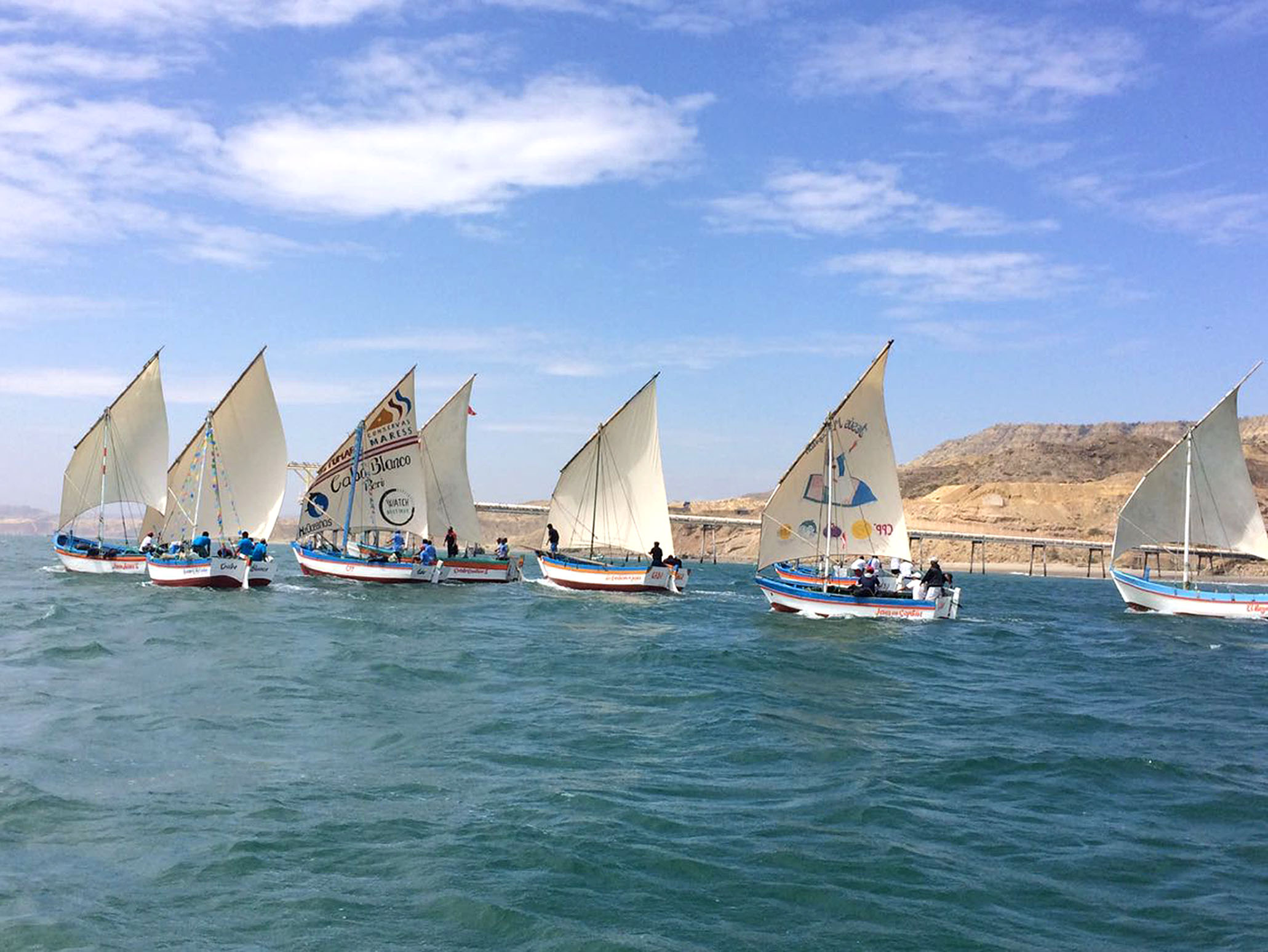
Cabo Blanco - Talara

La caleta de pescadores Cabo Blanco de aguas claras, ubicada 60 km al norte de Talara. Importante centro de pesca deportiva y caza submarina debido a la presencia de merlines o peces espada. Ernest Hemingway visitó Cabo Blanco en el año 1956. Cabo Blanco es conocido en todo el mundo y tuvo su época de gloria. Figuras de Hollywood visitaron el célebre Club de Pesca Cabo Blanco (John Wayne, Jimmy Stewart, Gregory Peck, Cantinflas, etc.) y en 1980, una película cuyo nombre es del mismo lugar, protagonizada por Charles Bronson, fue dirigida en el mítico lugar.

### Los Órganos
Playa amplia y de aspecto atractivo. Ubicada al pie del cerro Peña Mala a 67 km al norte de Talara, a la altura del km 1152 de la carretera Panamericana Norte. En el área se pueden apreciar pequeños reductos de algarrobales y un muelle artesanal de pescadores.

### Máncora

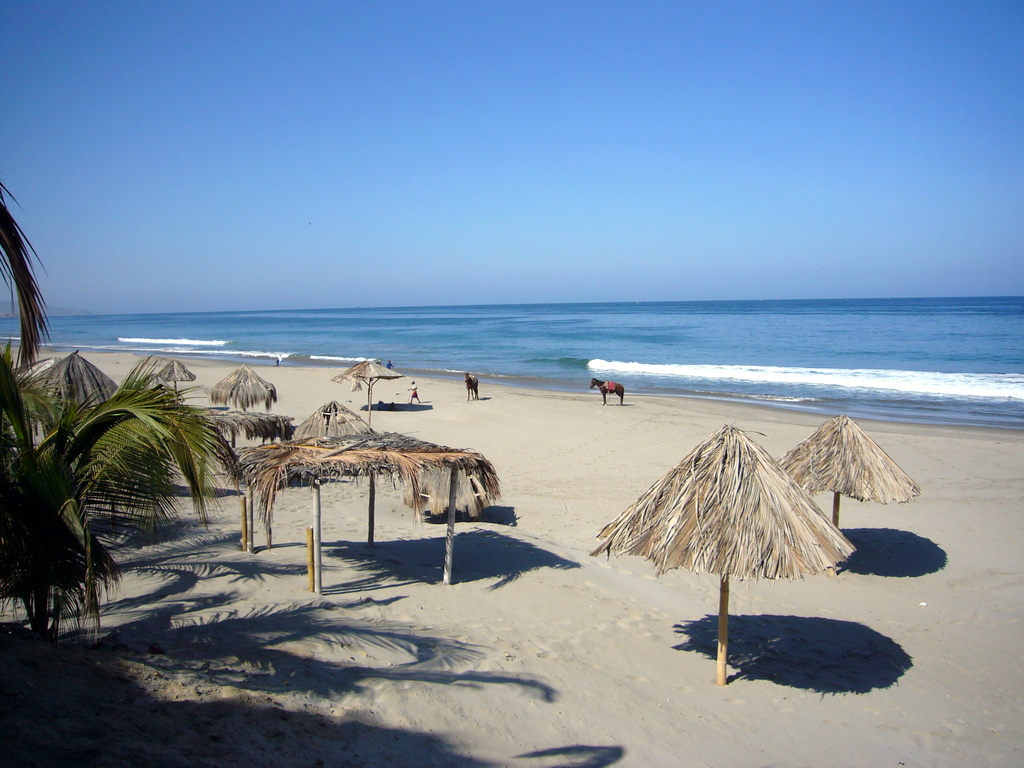
Mancora - Talara

La hermosa playa de Máncora está ubicada a 81 km al norte de la ciudad de Talara, a la altura del km 1164 de la carretera Panamericana Norte. De aguas tibias y excelente sol, este balneario es considerado uno de los más importantes de la costa peruana. Destacan sus olas, perfectas para la práctica de la tabla hawaiana y el body board, su clima muy agradable y sin mucha humedad y su mar tibio en el verano y gran parte del invierno. La playa está ubicada entre las quebradas Fernández (Máncora) y Cunulsa, es ancha y se caracteriza por presentar pequeñas pozas que dependen de las filtraciones del mar. Máncora cuenta con hostales, restaurantes, tiendas de artesanía y renta de tablas.

## Geografía
Al este de Talara, está limitada por la cordillera de Amotape, dominado por el bosque seco. Allí se han encontrado 40 especies de aves; la mayor población de la especie Phytotoma raimondii en el norte, fue estima en 200 parejas en ese sitio.

### Clima
El clima es subtropical desértico, clasificación BWh, con una temperatura media anual de 25,1 °C, una precipitación anual promedio de 73 mm. y más de 2500 horas de sol al año.
| Parámetros climáticos promedio de Talara                                                                                    | Parámetros climáticos promedio de Talara | Parámetros climáticos promedio de Talara | Parámetros climáticos promedio de Talara | Parámetros climáticos promedio de Talara | Parámetros climáticos promedio de Talara | Parámetros climáticos promedio de Talara | Parámetros climáticos promedio de Talara | Parámetros climáticos promedio de Talara | Parámetros climáticos promedio de Talara | Parámetros climáticos promedio de Talara | Parámetros climáticos promedio de Talara | Parámetros climáticos promedio de Talara | Parámetros climáticos promedio de Talara |
| Mes | Ene.                                     | Feb.                                     | Mar.                                     | Abr.                                     | May.                                     | Jun.                                     | Jul.                                     | Ago.                                     | Sep.                                     | Oct.                                     | Nov.                                     | Dic.                                     | Anual                                    |
| --- | ---------------------------------------- | ---------------------------------------- | ---------------------------------------- | ---------------------------------------- | ---------------------------------------- | ---------------------------------------- | ---------------------------------------- | ---------------------------------------- | ---------------------------------------- | ---------------------------------------- | ---------------------------------------- | ---------------------------------------- | ---------------------------------------- |
| Temp. máx. media (°C) | 31                                       | 32                                       | 32                                       | 31                                       | 30                                       | 28                                       | 26                                       | 25                                       | 26                                       | 26                                       | 27                                       | 29                                       | 28.6                                     |
| Temp. media (°C) | 27                                       | 28                                       | 28                                       | 28                                       | 26                                       | 24                                       | 23                                       | 22                                       | 23                                       | 23                                       | 24                                       | 25                                       | 25.1                                     |
| Temp. mín. media (°C) | 23                                       | 24                                       | 24                                       | 23                                       | 22                                       | 20                                       | 19                                       | 18                                       | 18                                       | 18                                       | 19                                       | 21                                       | 20.8                                     |
| Precipitación total (mm) | 11                                       | 11                                       | 25                                       | 12                                       | 8                                        | 4                                        | 0                                        | 0                                        | 0                                        | 0                                        | 0                                        | 2                                        | 73                                       |
| Horas de sol | 230                                      | 220                                      | 225                                      | 235                                      | 255                                      | 160                                      | 180                                      | 210                                      | 215                                      | 215                                      | 220                                      | 210                                      | 2575                                     |
| Fuente: climate-data.org, Climas y viajes Guía de climas en el mundo (https://www.climasyviajes.com/clima/per%C3%BA/talara) |                                          |                                          |                                          |                                          |                                          |                                          |                                          |                                          |                                          |                                          |                                          |                                          |                                          |

## Población
Contaba con una población estimada de 91 444 habitantes según el XII Censo de Población, VII de Vivienda y III de Comunidades Indígenas 2017. En el 2024, la ciudad contaba con una población proyectada de 104 000 habitantes.

## Ciudades hermanas
- Paita, Perú